# Малерб, Арно
Арноут Малербе (англ. Arnout Malherbe, род. 28 августа 1995 года, Фандербейлпарк) — южноафриканский регбист, выступающий на позиции столба (левого и правого) за российскую команду «Динамо» (Москва).

## Биография
Малерб начинал в «Вальке», далее перебрался в академию «Голден Лайонз», за которую выступал в общенациональных соревнованиях для молодых регбистов. В 2016 выиграл молодежный «Карри Кап» и дебютировал во взрослом регби. В 2017 году перешёл в «Боланд Кавальерс», за который провел более 40 матчей. Весной 2020 года перешёл в российскую команду «ЦСКА». Дебютировал в матче первого тура сезона 2020\2021 против казанской «Стрелы». С лета 2021 года по осень 2023 являлся игроком «ВВА-Подмосковья». В конце 2023 года подписал контракт с московским «Динамо».

## Личная жизнь
Жена — Татьяна Малербе, пресс-атташе регбийного клуба «Динамо». Пара познакомилась, когда Арноут выступал за ЦСКА. В 2021 году пара сыграла свадьбу, в декабре родился сын — Майкл-Арноут Арноутович Малербе.